# Amdoukal
Amdoukal là một thị trấn thuộc tỉnh Batna, Algérie. Dân số thời điểm năm 2002 là 7.213 người.